# منشط بلازمينوجين النسيجي
منشط بلاسمينوجين النسيجي أو منشط البلازمينوجين النسيجي ويسمى أيضاً مادة التيبلاز (Alteplase) اختصارًا (TPA) وهو عبارة عن انزيم أو بروتين يدخل في عملية تحليل وتخثر الدم. يستخلص بواسطة تقنية هندسة جينية، ويتواجد في الخلايا التي تبطن جدران الأوعية الدموية، ويتم استخدامه للحد من حجم الضرر الذي يحصل لعضلة القلب في حالات الاحتشاء. يفكك إنزيم TPA الجلطة التي تشكلت في أحد الاوعية الدموية في القلب ويؤدي لاعادة تزويد الدم لعضلة القلب. يتم اعطاء ال TPAعن طريق الوريد، أو مباشرة لداخل الشريان التاجي. ويسبب زيادة نشاط الانزيم بفرط انحلال الفيبرين وبالتالي حدوث النزيف المفرط. اما نقصان النشاط الانزيمي فيتسبب بالانصمام أو فرط التخثر الدموي وبالتالي الإصابة بالجلطات المختلفة.

## التفاعل
يحفز هذا الانزيم عملية تحول البلازمينوجين إلى البلازمين المسؤول عن تكسير التجلطات الدموية في الجسم وذلك عن طريق تكسير الرابطة الفردية في جزيء البلازمينوجين إلى سلسلتين منفصلتين واللتان بدورهما ترتبطان برابطة فسفاتية ثنائية مما ينتج البلازمين .

## الوظيفة
نظرا لاندراج هذا الإنزيم في نظام التخثر فانه يستخدم في الطب سريرياُ لعلاج الجلطات التخثرية والصمية الناتجة عن انسداد الأوعية الدموية وفي الانصمام الرئوي، احتشاء عضلة القلب والسكتة الدماغية أو القلبية، ويعطى عن طريق الوريد .
عند استعمال الـ TPA في غضون ساعات معدودة من حدوث النوبة، يكون قادرا على تقليل الضرر الذي يلحق بعضلة القلب بشكل ملحوظ. بشكل عام يتم اعطاؤه عن طريق الوريد لعدة ساعات بعد اذابة وتفريق الجلطة، وذلك لمنع تشكل جلطة إضافية، وبعد ذلك يتم اعطاء علاج مضاد للتخثر.

## قراءة إضافية
- Rijken DC (1988). "Relationships between structure and function of tissue-type plasminogen activator". Klin. Wochenschr. 66 Suppl 12: 33–9. PMID:3126346.
- Bode W، Renatus M (1997). "Tissue-type plasminogen activator: variants and crystal/solution structures demarcate structural determinants of function". Curr. Opin. Struct. Biol. ج. 7 ع. 6: 865–72. DOI:10.1016/S0959-440X(97)80159-5. PMID:9434908.
- Collen D, Billiau A, Edy J, De Somer P., Identification of the human plasma protein which inhibits fibrinolysis associated with malignant cells, Biochim Biophys Acta. 1977 Sep 29;499(2):194-201
- Anglés-Cano E، Rojas G (2002). "Apolipoprotein(a): structure-function relationship at the lysine-binding site and plasminogen activator cleavage site". Biol. Chem. ج. 383 ع. 1: 93–9. DOI:10.1515/BC.2002.009. PMID:11928826.
- Wang J, Li J, Liu Q (أغسطس 2005). "Association between platelet activation and fibrinolysis in acute stroke patients". Neurosci Lett. ج. 384 ع. 3: 305–9. DOI:10.1016/j.neulet.2005.04.090. PMID:15916851.{{استشهاد بدورية محكمة}}:  صيانة الاستشهاد: أسماء متعددة: قائمة المؤلفين (link)
- Ny T، Wahlberg P، Brändström IJ (2002). "Matrix remodeling in the ovary: regulation and functional role of the plasminogen activator and matrix metalloproteinase systems". Mol. Cell. Endocrinol. ج. 187 ع. 1–2: 29–38. DOI:10.1016/S0303-7207(01)00711-0. PMID:11988309.
- Teesalu T، Kulla A، Asser T، Koskiniemi M، Vaheri A (2002). "Tissue plasminogen activator as a key effector in neurobiology and neuropathology". Biochem. Soc. Trans. ج. 30 ع. 2: 183–9. DOI:10.1042/BST0300183. PMID:12023848.
- Pang PT، Lu B (2004). "Regulation of late-phase LTP and long-term memory in normal and aging hippocampus: role of secreted proteins tPA and BDNF". Ageing Res. Rev. ج. 3 ع. 4: 407–30. DOI:10.1016/j.arr.2004.07.002. PMID:15541709.
- Sheehan JJ، Tsirka SE (2005). "Fibrin-modifying serine proteases thrombin, tPA, and plasmin in ischemic stroke: a review". Glia. ج. 50 ع. 4: 340–50. DOI:10.1002/glia.20150. PMID:15846799.
- Wang J، Rogove AD، Tsirka AE، وآخرون (2003). "Role of tuftsin fragment 1-3 in an animal model of intracerebral hemorrhage". Annals of Neurology. ج. 54 ع. 5: 655–64. DOI:10.1002/ana.10750. PMID:14595655.

## روابط خارجية
- History of Discovery: The Tissue-Type Plasminogen Activator Story, Collen, D., Lijnen, H.R.
- Genentech Press Release 1982
- Tissue Plasminogen Activator from the جمعية القلب الأمريكية
- Widening the Window : Strategies to buy time in treating ischemic stroke - Scientific American Magazine (August 2005)
- Study expands window for effective stroke treatment - explained on YouTube